# Катя Кассін
Ка́тя Ка́ссін (нім. Katja Kassin), справжнє ім'я — Уте Еберт (нім. Ute Ebert); нар. 24 вересня 1979, Лейпциг, Німеччина) — німецька порноакторка та еротична модель. 

## Порноіндустрія
У вересні 2000 року почала працювати моделлю, позуючи для місцевих порно фотографів-любителів та сайтів. За пропозицією фотографа, на своїй першій фотосесії, замість свого справжнього імені, взяла псевдонім Katja. Після трьох років зйомок у легкому порно Катя Кассін, познайомившись з порноакторкою Дрю Беррімор, перейшла до жорсткішого стилю порнофото.
Пізніше вона була представлена Марку Спіглеру з агентства талантів «Spiegler Girls», який зайнявся її продюсуванням. У березні 2003 року була знята її перша «американська» сексуальна сцена у фільмі «Straight to the A 4». До цього вона знімалася лише двічі, будучи в Європі. Стала відомою завдяки сценам «жорсткого» анального сексу.
У кінці 2004 року переїхала в область Лос-Анджелеса і одружилася.

## Нагороди та номінації
- 2003 Adam Film World Award — Акторка року
- 2004 Venus Award — Найкраща міжнародна акторка
- 2005 AVN Award номінація — Акторка року
- 2005 AVN Award номінація — Найкраща групова сцена — Sex Shooter V
- 2005 AVN Award номінація — Найкраще парне порно — Fresh Meat 18
- 2006 AVN Award номінація — «Найжорсткіша» сцена — Vault of Whores (разом з Лорен Діллан, Talon)
- 2006 AVN Award номінація — Найкраща групова сцена — Tear Me a New One
- 2006 AVN Award номінація — Найкраще лесбійське порно — My Ass Is Haunted
- 2006 XRCO Award — Найкращий анальний оргазм[4]
- 2006 AVN Award — Найкраща соло-сцена — Anal Showdown[5]
- 2007 AVN Award номінація — Недооцінена зірка року
- 2008 AVN Award номінація — «Найжорсткіша» сцена — Power Bitches 2
- 2009 AVN Award — Найкраща POV-сцена — Double Vision 2[6]